# ゴーストリプレイ
ゴーストリプレイは、日本のインターナル社が扱うMicrosoft Windows用ゲーム改造ソフトである。

## 歴史
- 平成18年5月　最初のバージョン ゴーストリプレイが発売される。
- 平成26年2月　ゴーストリプレイ8が発売開始。
- 平成26年12月　最新版　ゴーストリプレイ9発売予定

## 製品
発売当初からパッケージ型製品として発売されており、CD-ROM版/ダウンロード版が存在する。

## 主な機能
- マクロ機能
- 多重起動機能
- アニメーション加速機能

## ソフトウェアへの評価
人気ゲームには対応しているものの、利用者の少ないゲームは対応されず放置される傾向にある。また独立して動作するソフトウェアではないということに起因する問題も多い。ゲームソフトウェアと協調して動作する性質のソフトウェアであるということ、また設定について知識が必要なソフトウェアということもあり、うまく使いこなせないという意見も散見される。
ゴーストリプレイ７は、マクロを作成、起動させてみると多数の不具合があり、まともに動作しない。

分かっている不具合(ver.7.0.0.24)

・色検出、画像検出機能使用不可(一致した場所をクリックする設定がなくなった為、検出も出来ない＋たとえ検出してもクリックできないので、うたっている自動狩りは、まずできない。)

・マウスの移動設定で登録した座標をコピーして貼り付けると全ての座標が消える

・アクションの中で、登録した別のアクションキー再生しようとしても再生することができない